# Eerste divisie (1964/1965)
Eerste divisie (1964/1965) – drugi poziom rozgrywek piłkarskich w Holandii w sezonie 1964/1965. Na koniec sezonu dwa zespoły z pierwszych miejsc miały po tyle samo punktów, więc zorganizowano mecz o mistrzostwo 2. ligi. Willem pokonało 6-2 zespół Elinkwijk.

## Tabela końcowa
| Pozycja | Zespół              | Mecze | Zwycięstwa | Remisy | Porażki | Gole strzelone | Gole stracone | Punkty | Bilans bramek | Awans/spadek |
| ------- | ------------------- | ----- | ---------- | ------ | ------- | -------------- | ------------- | ------ | ------------- | --- |
| 1       | Willem II           | 30    | 17         | 6      | 7       | 61             | 37            | 40     | +24           | Awans do Eredivisie. Z powodu tej samej liczby punktów oba zespoły zagrały mecz o mistrzostwo. Willem wygrało z Elinkwijk 6-2. |
| 2       | Elinkwijk           | 30    | 18         | 4      | 8       | 44             | 29            | 40     | +15           | Awans do Eredivisie. Z powodu tej samej liczby punktów oba zespoły zagrały mecz o mistrzostwo. Willem wygrało z Elinkwijk 6-2. |
| 3       | Blauw-Wit Amsterdam | 30    | 14         | 9      | 7       | 53             | 39            | 37     | +14           | |
| 4       | Velox               | 30    | 13         | 11     | 6       | 54             | 42            | 37     | +12           | |
| 5       | FC Volendam         | 30    | 14         | 6      | 10      | 64             | 50            | 34     | +14           | |
| 6       | FC Eindhoven        | 30    | 11         | 10     | 9       | 58             | 53            | 32     | +5            | |
| 7       | Enschedese Boys     | 30    | 11         | 7      | 12      | 61             | 61            | 29     | 0             | Fuzja z SC Enschede do FC Twente.                                                                                              |
| 8       | VVV-Venlo           | 30    | 9          | 11     | 10      | 46             | 51            | 29     | -5            | |
| 9       | De Volewijckers     | 30    | 8          | 12     | 10      | 52             | 51            | 28     | +1            | |
| 10      | NEC                 | 30    | 10         | 8      | 12      | 55             | 59            | 28     | -4            | |
| 11      | Alkmaar '54         | 30    | 13         | 2      | 15      | 54             | 61            | 28     | -7            | |
| 12      | DHC                 | 30    | 9          | 8      | 13      | 47             | 60            | 26     | -13           | |
| 13      | Holland Sport       | 30    | 7          | 11     | 12      | 39             | 45            | 25     | -6            | |
| 14      | RBC Roosendaal      | 30    | 9          | 7      | 14      | 44             | 54            | 25     | -10           | |
| 15      | Veendam             | 30    | 7          | 8      | 15      | 42             | 62            | 22     | -20           | Spadek do Tweede Divisie. |
| 16      | SBV Excelsior       | 30    | 5          | 10     | 15      | 34             | 54            | 20     | -20           | Spadek do Tweede Divisie. |